# Where Does My Heart Beat Now
Where Does My Heart Beat Now – singel z pierwszego anglojęzycznego albumu kanadyjskiej piosenkarki Céline Dion Unison. Piosenka została wydana jako pierwszy singiel z albumu w USA (19 listopada 1990), a rok później w reszcie świata. W Kanadzie piosenka została wydana jako trzeci singiel 4 marca 1991.
"Where Does My Heart Beat Now” jest piosenką napisaną przez Roberta White Johnsona i Taylora Rhodesa w 1988, a nagraną przez Dion rok później. Wyprodukował ją Christopher Neil w Londynie w Wets Wide Studios.
Światowa premiera piosenki odbyła się podczas finału 34. Konkursu Piosenki Eurowizji w 1989, na którym Dion zaśpiewała ją wraz ze swoją zwycięską piosenką z 1988 – „Ne partez pas sans moi”. 
Do piosenki nakręcono trzy wersje teledysku: 
- Telesyk czarno-biały promujący singiel w Kanadzie (1990)
- Teledysk kolorowy przedstawiający występ Dion na koncercie, wyreżyserowany przez Davida Philipsa, promujący singiel w USA
- Połączoną wersje kanadyjską z wersją amerykańską, teledysk włączony do VHS Dion Unison w 1991.

"Where Does My Heart Beat Now” był najpopularniejszym singlem z albumu Unison i został pierwszym anglojęzycznym hitem Dion. W 2008 dołączono go do kompilacji największych hitów piosenkarki My Love: Essentia Collection. Piosenka znalazła się na edycji płyty wydanej w Ameryce Północnej.
Singiel okazał się dużym sukcesem i doszedł do 4. miejsca na Billboard Hot 100 (6. miejsce na Billboard Hot 100 Airplay, 9. miejsce na Billboard Hot 100 Singles Sales). Piosenka dotarła też do drugiego miejsca na Billboard Hot Adult Contemporary Tracks. „Where Does My Heart Beat Now” wszedł do pierwszej dziesiątki list singli również w Norwegii i Kanadzie, dochodząc odpowiednio do 4. i 6. miejsca.
Kiedy singiel został wydany w Wielkiej Brytanii w marcu 1991 doszedł jedynie do 81 miejsca na liście sprzedaży singli. Wydano go jednak ponownie w marcu 1993 i doszedł wtedy do 72 miejsca.

## Formaty i lista utworów
2-track CD-single
1. „Where Does My Heart Beat Now” – 4:33
2. „I Feel Too Much” – 4:09

3-track CD-single - (EU)
1. „Where Does My Heart Beat Now” – 4:33
2. „I'm Loving Every Moment With You” – 4:08
3. „I Feel Too Much” – 4:09

## Pozycje, sprzedaż i certyfikaty
| Kraj                                          | Pozycja | Certyfikat | Sprzedaż |
| --------------------------------------------- | ------- | ---------- | -------- |
| USA - Billboard Hot 100                       | 4(2)    | -          | 236,000  |
| USA - Billboard Hot 100 Singles Sales         | 6       | -          | 236,000  |
| USA - Billboard Hot 100 Airplay Chart         | 9       | -          | 236,000  |
| USA - Billboard Hot Adult Contemporary Tracks | 2       | -          | 236,000  |
| USA - ARC Weekly Top 40                       | 4       | -          | 236,000  |
| Australia - Singles Chart                     | 62(2)   | -          | -        |
| Belgia - Singles Chart                        | 21      | -          | -        |
| Belgia - Het Chart                            | 23      | -          | -        |
| Belgia - VTM/Joepie Chart                     | 24      | -          | -        |
| Belgia - Humo Chart                           | 30      | -          | -        |
| Brazylia - Year-End Airplay Chart             | 15      | -          | -        |
| Francja - Singles Chart                       | 20(2)   | -          | -        |
| Holandia - Top 100 Singles Chart              | 24      | -          | -        |
| Holandia - Top 40 Airplay Chart               | 24      | -          | -        |
| Holandia - Mega Top 50                        | 24      | -          | -        |
| Irlandia - Top 50 Singles Chart               | 13      | -          | -        |
| Kanada - Singles Chart                        | 6       | -          | -        |
| Kanada - Contemporary Hit Radio Chart         | 23      | -          | -        |
| Norwegia - Singles Chart                      | 4       | -          | -        |
| Nowa Zelandia - Singles Chart                 | 32      | -          | -        |
| UK - Singles Chart                            | 72      | -          | -        |
| UK - Airplay Chart                            | 38      | -          | -        |